# بوب ماكيني
بوب ماكيني (بالإنجليزية: Bob McKinney)‏ هو لاعب كرة قاعدة أمريكي، ولد في 4 أكتوبر 1875 في مكشيريستاون في الولايات المتحدة، وتوفي في 19 أغسطس 1946 في شيكاغو في الولايات المتحدة.

## وصلات خارجية
- بوب ماكيني على موقعبيزبول رفرنس.كوم (الدوري الرئيسي) (الإنجليزية)
- بوب ماكيني على موقعبيزبول رفرنس.كوم (الدوري الثانوي) (الإنجليزية)